# Exyston reniformis
Exyston reniformis là một loài tò vò trong họ Ichneumonidae.